# New Deal

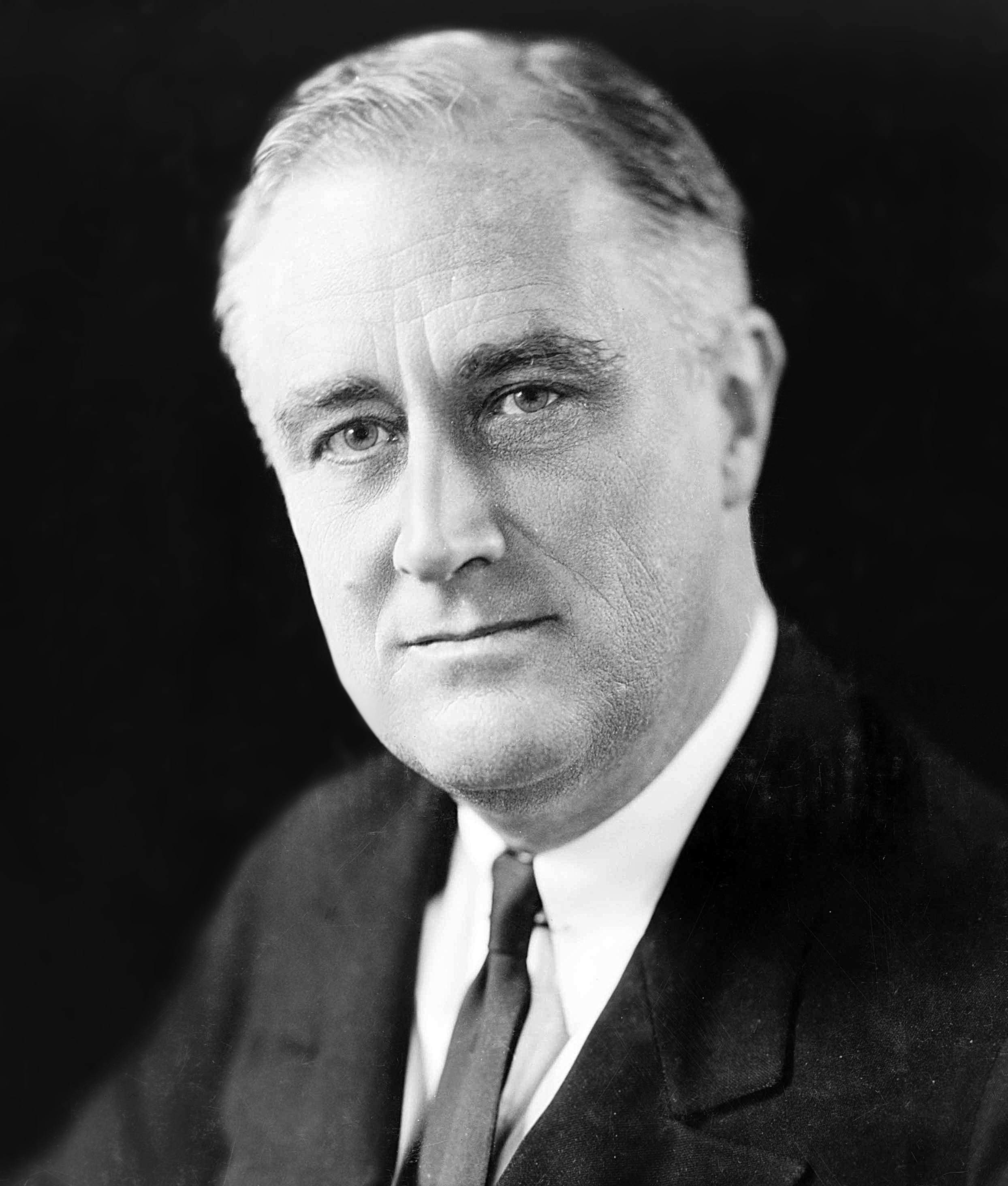
Franklin D. Roosevelt, promotor del New Deal, transformó considerablemente la economía estadounidense para salir de la Gran Depresión.

New Deal (literalmente en español, «nuevo trato») es el nombre dado por el presidente de los Estados Unidos Franklin D. Roosevelt a su política intervencionista puesta en marcha para luchar contra los efectos de la Gran Depresión en Estados Unidos. Este programa se desarrolló entre 1933 y 1938 con el objetivo de sostener a las capas más pobres de la población, reformar los mercados financieros y redinamizar una economía estadounidense herida desde el crac de 1929 por el desempleo y las quiebras en cadena.
Comúnmente, se distinguen dos New Deals. Un primero, marcado particularmente por los «Cien Días de Roosevelt» en 1933, que apuntaba a una mejoría de la situación a corto plazo. Se pueden encontrar, pues, leyes de reforma de los bancos, programas de asistencia social urgente, programas de ayuda para el trabajo, o incluso programas agrícolas. El Gobierno realizó así inversiones importantes y permitió el acceso a recursos financieros a través de las diversas agencias gubernamentales. Los resultados económicos fueron moderados, pero la situación mejoró. El «Segundo New Deal» se extendió entre 1935 y 1938, poniendo por delante una nueva distribución de los recursos y del poder en una escala más amplia, con leyes sindicales de protección, la Ley de Seguridad Social, así como programas de ayuda para agricultores y trabajadores ambulantes. No obstante, la Corte Suprema determinó como inconstitucionales numerosas reformas legales, pero algunas partes de los programas fueron reemplazadas rápidamente, a excepción de la Administración de Recuperación Nacional (El National Recovery Administration). El segundo New Deal fue mucho más costoso que el primero, y aumentó el déficit público. Por otro lado, a pesar de programas como la  Administración de Obras Públicas (Public Works Administration), el desempleo todavía alcanzaba a 11 millones de estadounidenses en 1938 (el 8.48 % de la población).
La lucha contra la crisis perduró hasta que Estados Unidos movilizó su economía con la Segunda Guerra Mundial. El éxito del New Deal  es innegable en el plano social. La política llevada por el presidente Franklin D. Roosevelt cambió el país mediante reformas y no mediante una revolución. Por otra parte, los programas del New Deal eran abiertamente experimentales, manifiestamente perfectibles, y dados los costes de este proceso, se podría haber preferido un programa de cambios más completo. Sin embargo, el carácter imperfecto del New Deal permitió una crítica constructiva y una reflexión más pausada que abrió la vía a un mejoramiento de la democracia estadounidense en los años siguientes, lo que perdura hasta la actualidad. En materia sindical, la adopción de la llamada Ley Wagner (Wagner Act), permitió hacer de los sindicatos unos colectivos poderosos.
Numerosos programas del New Deal todavía permanecen activos el día de hoy; entre los que han mantenido su nombre original están la Corporación Federal de Seguro de Depósitos (Federal Deposit Insurance Corporation - FDIC), la  Administración Federal de Vivienda (Federal Housing Administration - FHA), la Autoridad del Valle de Tennessee (Tennessee Valley Authority - TVA), pero también el  Sistema del Seguro Social (Social Security System), la primera experiencia estadounidense de estado del bienestar así como la Comisión de Bolsa y Valores (Securities and Exchange Commission - SEC) en el ámbito de la regulación financiera.

## Orígenes delNew Deal

### La Gran Depresión y el Crac del 29

Evolución del Producto Interno Bruto de los Estados Unidos entre 1920 y 1940. Se aprecia claramente el punto mínimo de la crisis en 1932.

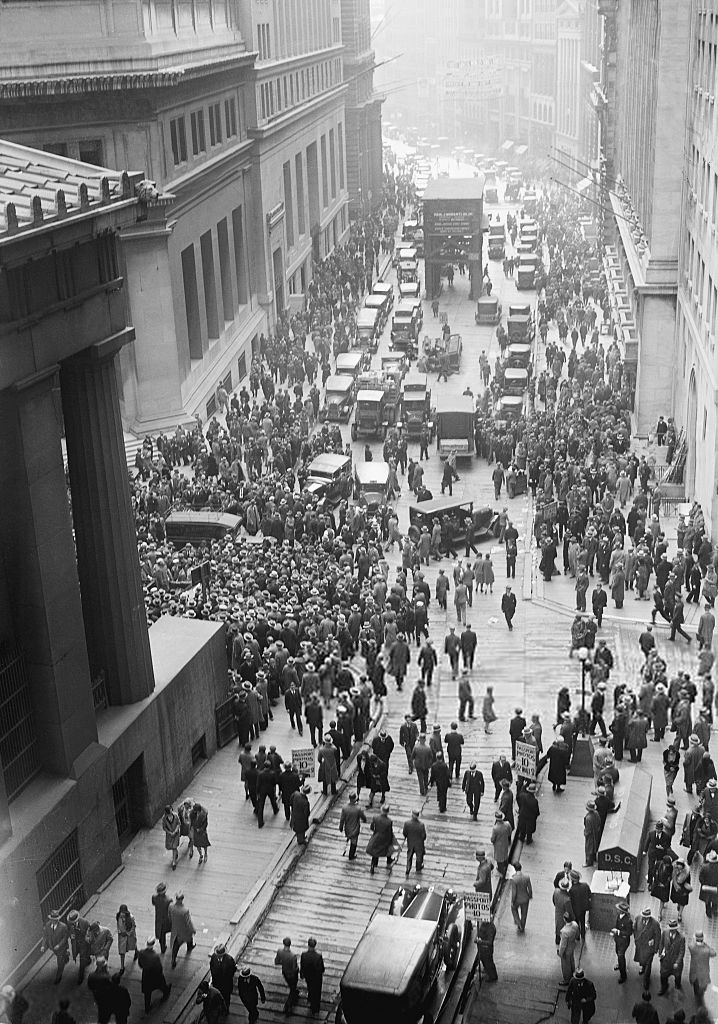
Una multitud de inversores agolpada a las puertas de la Bolsa de Nueva York el Jueves Negro, inicio del Crac del 29.

La Gran Depresión, considerada una de las crisis económicas más grandes del siglo XX, comenzó el jueves 24 de octubre de 1929 con el crac de la Bolsa de Nueva York, hundiendo a esta para expandirse progresivamente por todos los sectores económicos y posteriormente por la totalidad de los países industrializados, con la excepción de la Unión Soviética de Iósif Stalin. Estados Unidos, «país de origen» de la crisis, fue lógicamente el primer afectado tras el crac y tocó fondo en 1932, con una tasa de desempleo del 25 %. Lo cierto es que la economía estadounidense sufría diversos desequilibrios, principalmente en el reparto de la riqueza y los recursos: se estima que treinta y seis familias ricas poseían unos ingresos equivalentes a los del 42 % de la población. Igualmente, de 27,5 millones de familias, 21,5 no poseían ninguna clase de ahorros.
Durante los años 1920, las empresas estadounidenses habían incrementado sus ventas de forma considerable gracias a la expansión del consumo por parte de una emergente clase media, apoyada por un crecimiento del crédito por parte de los bancos. Paralelamente, la rápida industrialización que siguió a la reconversión de fábricas de armamento en fábricas civiles tras la Primera Guerra Mundial condujo a una sobreproducción de bienes industriales y de consumo por parte de muchas empresas.
Igualmente, el sector agrícola vivió una serie ininterrumpida de excelentes cosechas entre 1925 y 1928, lo que condujo a un exceso de oferta de bienes agrícolas.
Este excedente monetario en circulación condujo a una espiral inversionista en la bolsa: millones de pequeños y medianos ahorradores invirtieron su dinero en la especulación bursátil, por lo que tras el crac, multitud de ahorradores llevados por el pánico acudieron a las entidades bancarias para retirar su dinero, generado la quiebra en cadena de estos. Por otra parte, los fondos de los bancos, invertidos en la especulación, disminuyeron progresivamente. Debido a la deflación, los agricultores comenzaron a pasar dificultades al ver mermado su poder adquisitivo: 15 millones de campesinos estaban al borde de la ruina. En la industria, la crisis se manifestó con la quiebra de empresas y la reducción de la producción a un 38 %.

### La debacle de Hoover
En el momento del estallido de la crisis, Herbert Hoover ocupaba la presidencia de los Estados Unidos. Contrariamente a lo que se dijo, en particular por su rival, Franklin D. Roosevelt, Hoover no fue inoperante, sino que trató de encauzar la crisis. Sin embargo, la política llevada a cabo por Hoover fue un fracaso, como lo demuestran las consecuencias de la adopción de la ley proteccionista Hawley-Smoot, que provocó una recesión. Su voluntad de animar los negocios también fue un fiasco: el país se hundió en la recesión y las quiebras se multiplicaron. En 1932, ambos candidatos a la presidencia organizaron su campaña: Hoover, republicano, se enfrentó al demócrata Roosevelt, quien había ganado notoriedad como gobernador del Estado de Nueva York. Roosevelt, que inspiraba confianza al electorado, ganó de manera amplia las elecciones de 1932 con el 57,4 % de los votos y el 89 % de los votos electorales. Sus promesas de reactivar la economía sedujeron a los estadounidenses: cuatro meses después de su elección, el New Deal echó a andar.

### Un nuevo presidente audaz

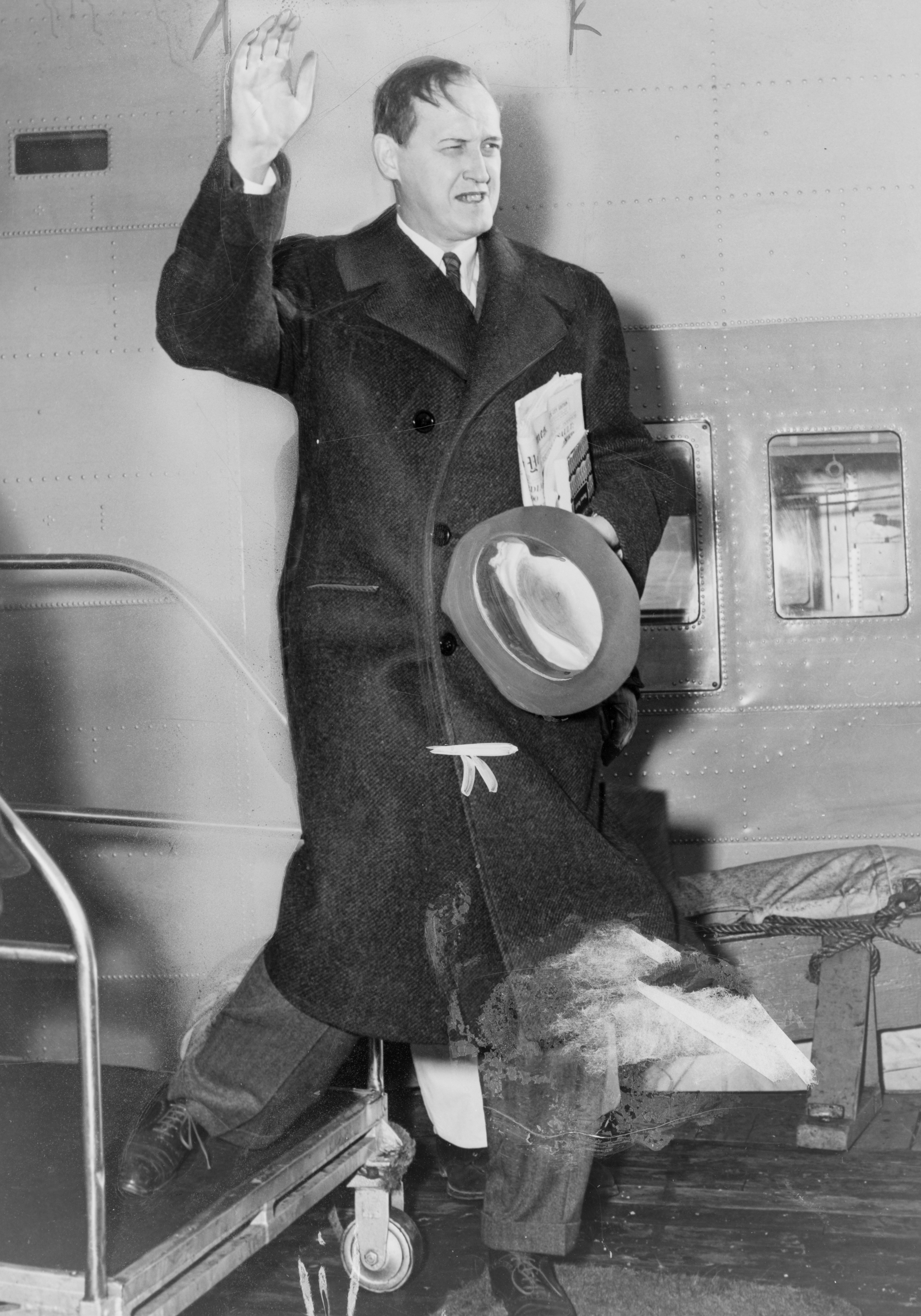
Harry Hopkins fue uno de los consejeros más próximos de Roosevelt en la elaboración de su New Deal.

El 2 de julio de 1932, Roosevelt prometió en un discurso de su campaña electoral «un nuevo trato para el pueblo estadounidense»: pronunció por primera vez la expresión New Deal a lo largo de su discurso a la Convención Demócrata de Chicago en 1932. Asimismo, existen fuentes que señalan como autores de la acuñación del término New Deal a Raymond Moley (consejero del presidente) o a Samuel Rosenman (autor de sus discursos). Treinta años antes, Theodore Roosevelt, su primo lejano, había iniciado el Square Deal, programa nacional que pretendía sostener a la clase media y llamado así por Theodore Roosevelt y sus socios para designar al conjunto de políticas de su administración. Este Square Deal habría inspirado a Franklin D. Roosevelt. De hecho, le había interesado el contraste entre Theodore Roosevelt y Woodrow Wilson: 

Theodore Roosevelt no fue atraído como Woodrow Wilson por los problemas de fondo y no supo, como este último, estimular las convicciones sociales y morales profundas, escribió un día. Wilson, en cambio, no sabía, contrariamente a Theodore Roosevelt, suscitar el entusiasmo acerca de acontecimientos individuales precisos aunque podían parecer superficiales comparados con los principios fundamentales.

En 1927, un cierto número de liberales estadounidenses, John Dewey, Stuart Chase y Rexford Tugwell, visitaron la Unión Soviética de Stalin. Tugwell, quien posteriormente sería miembro del «Brain Trust» de Franklin D. Roosevelt tras el adjunto de Henry Wallace en agricultura, se vio interesado por la planificación como instrumento de regulación económica. En realidad, si la Unión Soviética se vio poco afectada por la crisis es porque nunca había conocido el boom económico de la década de 1920 y porque sus intercambios comerciales con Occidente fueron reducidos.
Roosevelt, considerado como un progresista y un reformista, fue elegido con una mayoría amplia con la esperanza de que supiera hacer frente a la crisis económica allí donde Herbert Hoover había fracasado. Sin embargo, llegó al poder sin tener un plan preconcebido para salvar la economía de su país. Su New Deal no era ideológico, sino más bien pragmático, lo que condujo a algunas contradicciones. Aplicó ideas experimentadas durante el período progresista de Wilson y se valió de su experiencia política adquirida durante los años 1920. La idea central de Roosevelt era la experimentación: estaba convencido de la necesidad de llevar a cabo una política audaz e innovadora.
También observó que una de las principales prioridades era levantar el ánimo de los estadounidenses, presos de la duda frente a la generalización de la crisis en toda la economía. El 4 de marzo de 1933, su discurso de investidura quedó impregnado de tópicos comunes, contentándose con advertir a los estadounidenses contra un exceso de pesimismo. Pronunció así una frase célebre: «The only thing we have to fear is fear itself» («lo único que debemos temer es al propio temor»). Para llevar a cabo su política se rodeó de consejeros brillantes e imaginativos que le siguieron en Washington. Puede citarse a Raymond Moley, Adolf Berle, Cordell Hull (Asuntos Exteriores), Henry A. Wallace (Agricultura) y Frances Perkins (Trabajo), primera mujer que accedió a un puesto ministerial. Harry Hopkins, uno de sus consejeros más próximos, fue por otra parte uno de los arquitectos del New Deal. Él mismo fue considerado consecuentemente una eminencia gris.

## Las grandes líneas delNew Deal

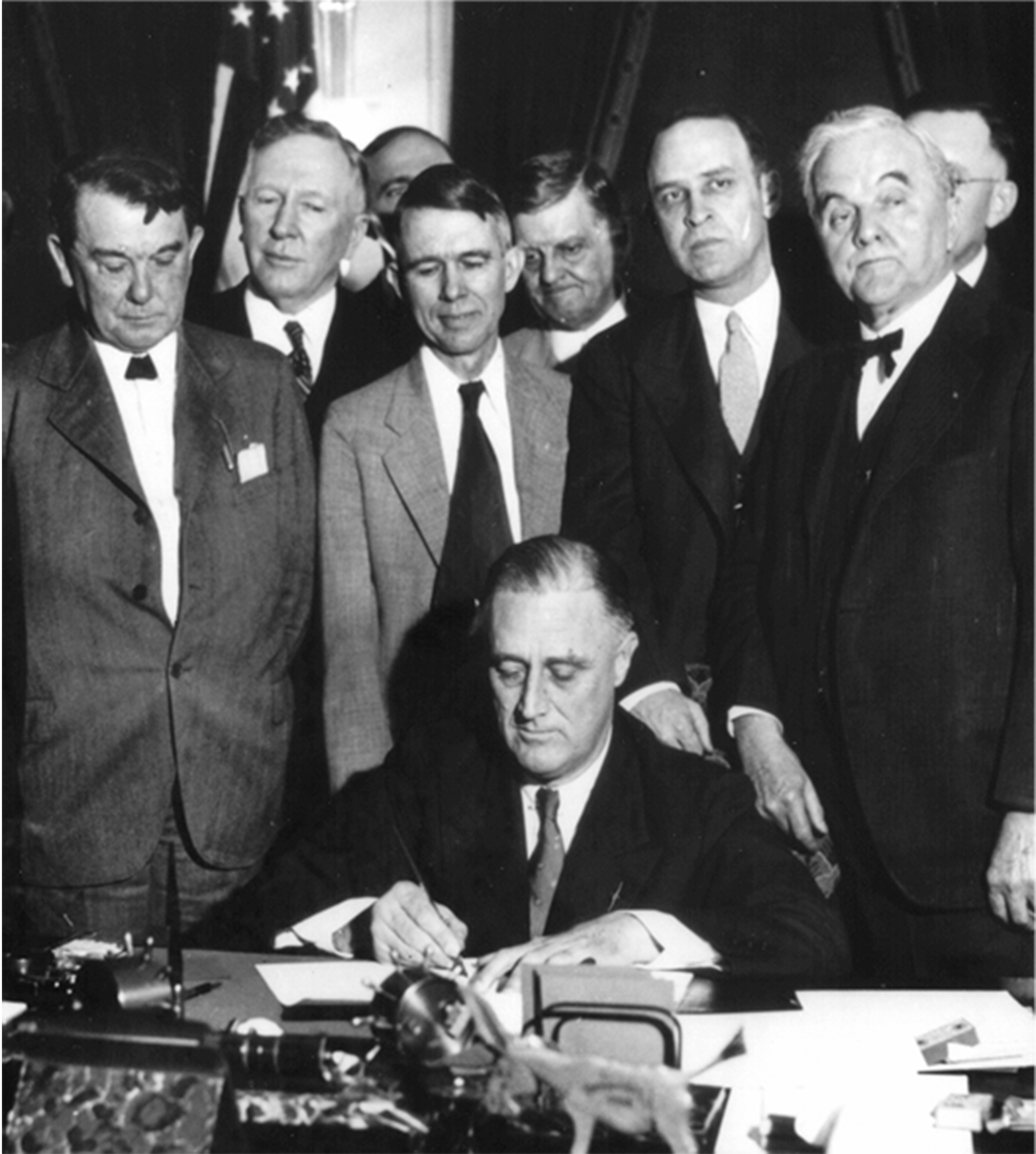
Acto de firma del Tennessee Valley Authority Act por Roosevelt y sus consejeros en 1933.

Algunos historiadores distinguen dos o tres New Deals. El análisis que privilegia a dos tipos de New Deals considera que el primero corresponde al primer mandato de Roosevelt (lo que incluye «Cien Días» en el primer New Deal) y que el segundo corresponde al período 1936-1938, durante el segundo mandato. En el segundo análisis que distingue tres tipos de New Deals, el primero correspondería a los «Cien Días» (entre el 9 de marzo y 16 de junio de 1933) y comprende un gran número de medidas en favor de la moneda y del sistema bancario en general, de la agricultura, de la industria y de la lucha contra el desempleo. El segundo New Deal se presentó en noviembre de 1934 y correspondería al período 1936-1937. El tercero, que no siempre se considera como tal (se incluye a veces simplemente en el segundo) se aplicó en 1937 y 1938. Sin embargo, la política de Roosevelt en los años 1930 se caracterizó más por su continuidad que por rupturas radicales.

### Voluntarismo e intervencionismo
Roosevelt se alzó con la victoria en las elecciones gracias a sus promesas de cambio que se apoyaban en una política voluntarista e intervencionista. Así, el Estado federal desempeñó un papel esencial en el New Deal, poniendo a disposición de los estadounidenses numerosas agencias relacionadas en su mayoría con programas naturales y de funciones variadas: los agricultores gozaron de ayudas y de subvenciones condicionadas por una disminución de su producción; las empresas fueron conminadas a adoptar un «código de buena competencia» con el fin de redinamizar la red industrial y de reducir la «competencia destructora». Por último, el Estado también atacó a los problemas de orden social con la cuestión de las jubilaciones, los sindicatos y sobre todo del desempleo que fue a lo largo de los años 1930 uno de los indicadores más visibles de la crisis. Los numerosos programas que pretendían crear empleo se lanzaron en 1933, y las reformas se encadenaron rápidamente. El New Deal también presenció la aparición de las primeras formas de estado del bienestar en los Estados Unidos.

### ¿Cómo regular la economía?
En el entorno de Roosevelt se confrontaron, en parte, dos modos de regular la economía.
Por un lado estaba la «economía brandeisiana», llamada así en honor a los juristas e intelectuales del Este. Junto a Louis Brandeis, Felix Frankfurter, un jurista formado en Harvard, eran los más eminentes representantes del entorno de Roosevelt. La economía brandeisiana desconfiaba de los «proyectos grandiosos de los planificadores» y preconizaba «una estrategia rápida y flexible que permita al Gobierno federal usar su autoridad para reformar las prácticas de la libre competencia». Louis Brandeis, su fundador, había sido consejero de Woodrow Wilson y ambos se habían puesto de acuerdo sobre el hecho de que «la competencia podía y debía ser mantenida en todas las ramas de la industria privada». Para Brandeis, las reglamentaciones debían pretender mantener la competencia limitando el tamaño de las empresas. De manera general según Schlesinger, para Brandeis «la centralización debilitaba la sociedad, asfixiando la experiencia y concentrando en un punto los talentos necesarios para las comunidades».
Rexford Tugwell, Adolf Berle, Hugh Samuel Johnson y Raymond Moley se situaban en contra de la corriente precedente. Inspiraron parte de la doctrina del primer New Deal, la cual insistía en el hecho de que «no se podía confiar más en la libre competencia para salvaguardar los intereses de los grupos sociales» y que «la estabilidad residía en la fusión de las empresas y en la cooperación bajo control federal». Se puso un mayor énfasis sobre la administración de la economía que sobre la producción. Si Moley había sido influido por Theodore Roosevelt, Tugwell lo había sido por el institucionalismo de Simon Patten, quien había sido su profesor en Wharton School. Para él, el dirigismo gubernamental debía impulsarse más que para Raymond Moley. Esta corriente fue particularmente influyente en la Agricultural Adjustment Administration (AAA) con Rexford Tugwell y en la National Recovery Administration (NRA) que administró Hugh Samuel Johnson. Estos programas, además de que a menudo eran contrarios a la visión de la corriente brandeisiana, también implicaban un cierto matiz proteccionista, lo que trajo la oposición de Cordell Hull, quien había sido siempre partidario de la apertura económica y del librecambismo. La influencia de los miembros claves de esta corriente decayó de manera bastante acelerada. Raymond Moley dejó las esferas de influencia hacia mediados de 1933, Hugh Samuel Johnson abandonó la NRA en septiembre de 1934 para ingresar en la Works Progress Administration (WPA) y Rexford Tugwell fue nombrado en 1934 jefe de la Resettlement Administration, para dejar en 1937 la esfera gubernamental. Ocupó más tarde diversos puestos, como el de gobernador de Puerto Rico de 1942 a 1946.

## Los «Cien Primeros Días»

### Las reformas de urgencia

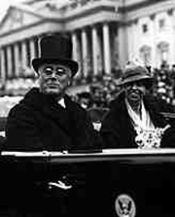
Roosevelt, y su mujer, Eleanor, el día de la investidura de Franklin D. Roosevelt como presidente. Las reformas comenzaron el día siguiente, el 5 de marzo de 1933.

A menudo se hace referencia, para hablar del período inicial de New Deal, de los «Cien Días» que correspondieron a la adopción de numerosas leyes vinculadas a campos diversos de la economía estadounidense. Conforme al método empírico de Roosevelt, basado en las tres erres: Relief, Recovery and Reform (Asistencia social, Recuperación y Reforma), la inmensa mayoría de las medidas se tomaron rápidamente para solucionar así lo más urgente. Así, al día siguiente de su investidura presidencial, celebrada el 4 de marzo de 1933, Roosevelt lanzó su primera medida y decidió un cierre excepcional de todos los bancos del país, la conocida como United States bank holiday. El 9 de marzo, el Congreso fue llamado a sesión y se propuso la Ley de Emergencia Bancaria o Emergency Banking Act, la primera propuesta por su administración. Redactada durante la noche, se presentó al Congreso a mediodía y se ratificó aquella misma tarde. El 12 de marzo, Roosevelt se dirigió a la nación por radio con el propósito de explicar su política y sus objetivos.
A partir de ahí, otras quince leyes se votaron en el transcurso de los «Cien Días» que constituyeron el episodio más importante del primer New Deal. Se trataba ante todo de proyectos más o menos improvisados, enfocados a la mejora de la situación a corto plazo. Las reformas concernieron a todos los sectores, de la agricultura a la industria, particularmente por el sesgo de programas de grandes trabajos. Al mismo tiempo, vieron la luz proyectos de lucha contra el desempleo, como Civilian Conservation Corps que movilizó a 250 000 jóvenes. En definitiva, dos millones de personas fueron contratadas.

### Las reformas estructurales

#### Una reforma profunda del sistema bancario y monetario
Su aplastante victoria en las elecciones presidenciales de 1932, unida a la del Partido Demócrata en las elecciones al Senado y en la de la Cámara de Representantes del mismo año, así como la gravedad de la crisis, permitieron a Roosevelt y a su administración ejercer una gran influencia sobre el Congreso durante los primeros meses de su mandato. Esto hizo fácil y rápida la adopción de una serie de medidas destinadas a restablecer el equilibrio del sistema bancario y del mercado financiero y a ayudar a los parados.

La Federal Deposit Insurance Corporation permitía asegurar los depósitos de hasta 5000 dólares de los ahorradores en los bancos.

De golpe, Roosevelt acusó las prácticas de los hombres de negocios y los banqueros en una frase que se convirtió en célebre: «Practices of the unscrupulous money changers stand indicted in the court of public opinion» («Las prácticas de los cambistas sin escrúpulos son acusadas en la corte de la opinión pública»). La medida del United States bank holiday, un feriado bancario de cuatro días a nivel nacional, pretendía restablecer la confianza hasta la ratificación de una nueva ley, la Ley de Emergencia Bancaria, votada el 9 de marzo. Esta última impuso que solamente se abrieran los bancos que hubieran pasado con éxito un examen de su solvencia bajo el control del Departamento del Tesoro de los Estados Unidos. Tres cuartos de los bancos reabrieron en los tres días que siguieron la adopción de la ley. Mil millones de dólares en moneda y oro, retenidos hasta entonces, regresaron a los bancos, permitiendo una estabilización del sistema bancario. Durante todo 1933, varios miles de bancos cerraron sus puertas, otros se fusionaron para dar origen a establecimientos más grandes (los depositarios cobraron así aproximadamente un 85 % por cada dólar ahorrado). Con el fin de prevenir crisis futuras, el Gobierno creó la Federal Deposit Insurance Corporation (FDIC) en junio, lo que permitió asegurar los depósitos de hasta 5000 dólares. El primer New Deal asistió también al nacimiento de la Securities and Exchange Commission (SEC), creada por la Securities Exchange Act, iniciada durante los «Cien Días». Para apaciguar en parte al mundo de las finanzas, Roosevelt puso al frente de la SEC a Joseph Kennedy, un hombre que conocía los entresijos de Wall Street.
En marzo y abril, en una serie de leyes y de decretos ley, Roosevelt y el Congreso hicieron salir al dólar del patrón oro, que imponía que el Sistema de Reserva Federal no disminuyera las tasas de interés, y realizando lo contrario al aumentarlas con el fin de proteger al dólar. Tres textos fundadores participaron en este movimiento: la Ley de Emergencia Bancaria, la Orden Ejecutiva 6102 y la Ley Glass-Steagall. Estos tres textos son considerados por los conservadores como un atentado al derecho de propiedad y como ataques importantes contra la constitución: toda persona que guardaba una suma importante de oro fue obligada a cambiarlo así por dólares a un índice fijado. Pasado un cierto plazo, el Gobierno pudo exigir la restitución del oro sin contrapartida. Además, el oro perdió su curso legal en el pago de los créditos y de las deudas en la misma época. Los contraventores se vieron incluso sancionados con multas. Desde entonces, el dólar pudo fluctuar libremente en los mercados internacionales sin contrapartida de oro. Solo en 1934 el oro volvió a ser convertible, a un precio netamente inferior al precedente. Globalmente, los mercados reaccionaron bien al abandono del patrón oro, aunque en un comienzo era solamente provisional.
El punto álgido económico de la crisis se alcanzó en marzo de 1933. El historiador Broadus Mitchell anota así que la inmensa mayoría de los indicios indican un empeoramiento de la situación hasta el verano de 1932, que puede considerarse el punto álgido de la crisis, tanto en el plano económico como psicológico. Los indicadores económicos indican un punto mínimo en el transcurso de los primeros días de marzo de 1933, antes de que se presentara una recuperación rápida.

#### La Ley de Ajuste Agrícola

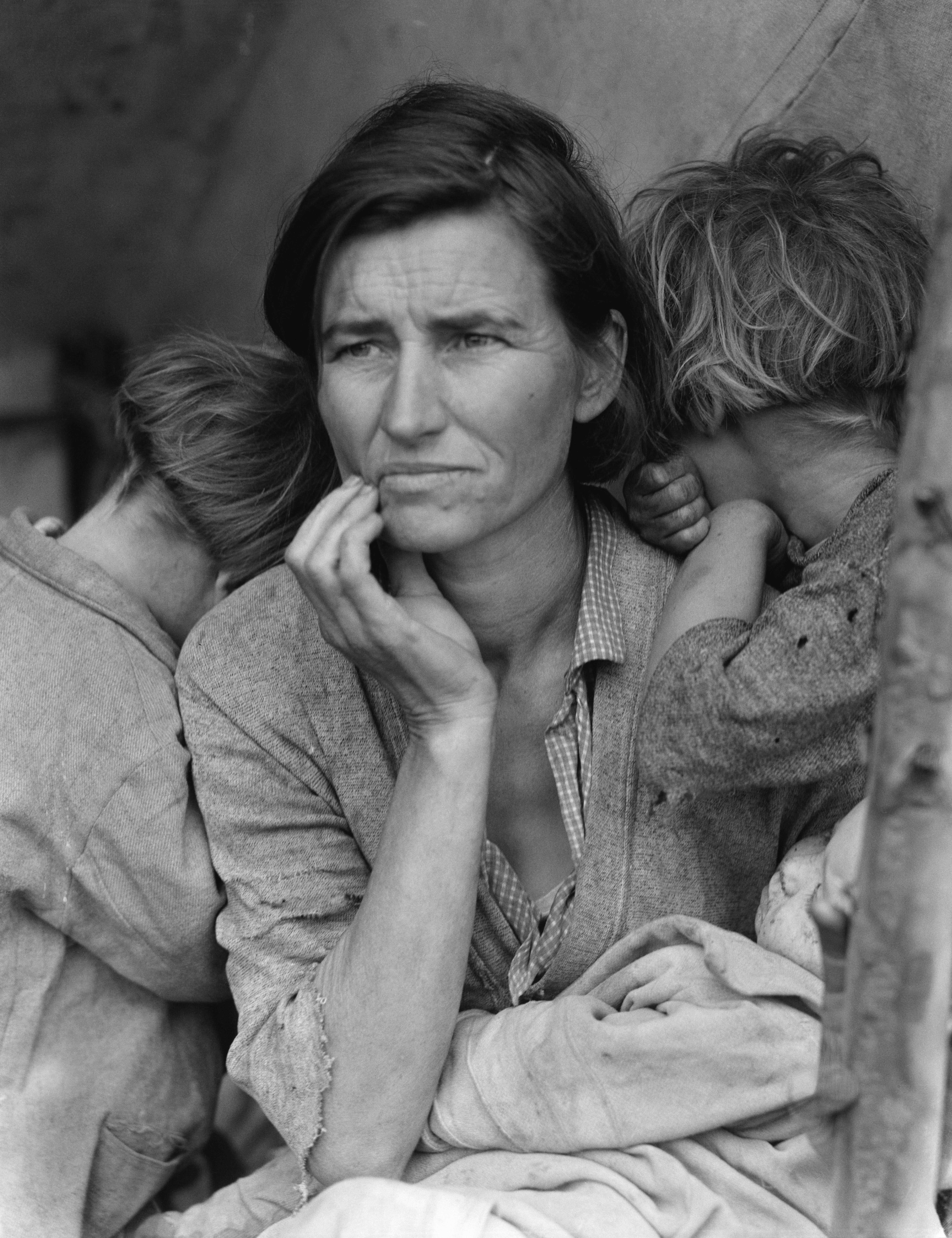
Florence Owens Thompson en la fotografía Madre emigrante de Dorothea Lange, quien trabajaba para la Farm Security Administration del New Deal recorriendo el país para fotografiar los efectos de la Gran Depresión en el mundo rural estadounidense.

Bajo las recomendaciones de Henry Wallace, la administración Roosevelt buscó igualmente proteger a los agricultores de los riesgos del mercado distribuyendo subvenciones federales y controlando la producción mediante la Ley de Ajuste Agrícola (Agricultural Adjustment Act o AAA), destacando Rexford Tugwell entre sus redactores. El 12 de mayo de 1933 la ley entró en vigor. Se decidió reducir la producción para reanimar el sector agrícola según los simples pretextos de la ley de oferta y demanda. Por ello, una gran parte de las cosechas y de las reservas fueron destruidas y las tierras se dejaron en baldío, y mediante una política de indemnización se fomentó la reducción de las superficies cultivadas, algo financiado de manera especial mediante el añadido de tasas aplicadas a la cadena de producción de alimentos. Los primeros resultados, apreciables al cabo de tres años, fueron alentadores, ya que el beneficio de los agricultores aumentó. Asimismo, se inició el intervencionismo estatal en el sector primario. A pesar de estas medidas, los precios agrícolas apenas aumentaron ligeramente, y el alza constatada de los ingresos de los agricultores fue en gran parte resultado de las subvenciones acordadas por el Gobierno federal. En paralelo, Roosevelt atacó al problema del endeudamiento en un momento en el que 15 millones de agricultores estadounidenses estaban próximos a la ruina. Las deudas de los agricultores fueron así renegociadas mediante la Farm Credit Act, del 16 de junio de 1933, lo que permitió devolver cierto poder adquisitivo a cerca de 30 millones de estadounidenses.
La base sólida de este tipo de política, que iba incluso a subvencionar a los agricultores que aceptaran quemar toda o parte de sus cosechas, fue cuestionada sin embargo por algunos economistas liberales, que consideraban que con el fin de alcanzar un objetivo en términos de empleo y de precio, el Gobierno efectuaba una destrucción efectiva de riqueza, cuyas contrapartidas, bajo su punto de vista, fueron insuficientes para justificarla. Ciertos historiadores como Cushing Barry aseguraron posteriormente que los consumidores no habían apoyado el alza de los precios y la política de limitación de producción forzada. Un sondeo de The Washington Post llegó a afirmar que la mayoría de los estadounidenses estaban en contra de la Ley de Ajuste Agrícola.

#### LaNational Industrial Recovery Act

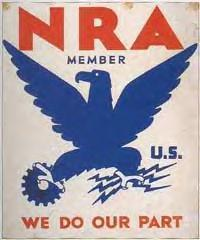
El águila azul (Blue Eagle), símbolo de las empresas adheridas a la National Recovery Administration (NRA), creada con la National Industrial Recovery Act (NIRA).

En materia industrial, la National Industrial Recovery Act (Ley de Rescate Industrial Nacional) fue aprobada por el Congreso en 1933, para instaurar dos tipos de reformas. Por un lado, animó a los industriales a firmar códigos de competencia leal, y por otra parte, les concedió a los obreros la libertad de sindicarse y de negociar convenios colectivos. La ley creó a la vez un organismo de regulación, la National Recovery Administration (NRA), que fomentó la adhesión de las sociedades. Las empresas que voluntariamente siguieron este código tenían la posibilidad de fijar un logotipo en forma de águila azul (Blue Eagle), símbolo de su adhesión al programa. La NRA también contribuyó creando puestos de trabajo con el fin de luchar contra el desempleo.
La NIRA fue principalmente realizada por numerosos hombres de negocios de primer plano que llegaron incluso a participar en algunos puntos de su redacción. Gerard Swope, presidente del directorio de General Electric, fue por otra parte uno de los primeros defensores de la ley, que legalizaba los cárteles y alentaba al Gobierno a que emprendiera numerosas obras públicas. Este incremento en los gastos lo veía como un regreso de la prosperidad y de los beneficios tanto como para General Electric como para otras empresas. Harry Harriman, presidente de la Cámara de Comercio de los Estados Unidos y ferviente partidario de la medida, explicó que se trataba de uno de los pasos más importantes hacia la rehabilitación de los negocios. Por el contrario, la Asociación Nacional de Fabricantes (National Association of Manufacturers) se opuso duramente al proyecto. Henry Ford se convirtió así en uno de sus principales detractores.
La National Recovery Administration tenía como misión propia estabilizar los precios y los salarios cooperando con las empresas y los sindicatos. Fue administrada primeramente por Hugh Samuel Johnson. Luego, creó la Public Works Administration (PWA), que debía controlar la puesta en marcha de la política de grandes obras públicas. Todas estas disposiciones fueron aclamadas por el empresariado y los sindicatos y fueron populares para el conjunto de los estadounidenses.

### La política de reactivación y de ayudas sociales

#### La acción presupuestaria
Otras dos iniciativas legislativas principales fueron llevadas a cabo por Roosevelt en el transcurso de los «Cien Días». La primera fue una ley, la Economy Act, concebida por el secretario de Presupuestos, Lewis Douglas. Fue aprobada el 14 de marzo de 1933. La ley consideraba dos presupuestos diferentes: el presupuesto regular y el presupuesto de urgencia para equilibrar el regular, reduciendo notablemente el salario de los funcionarios y disminuyendo las pensiones de los veteranos en un 40 %. La segunda iniciativa fue una revisión constitucional, relativa a la ley seca, impuesta en Estados Unidos por la XVIII Enmienda en 1919. El 22 de marzo de 1933, la Ley Volstead sobre la prohibición del alcohol fue derogada, tras la XXI Enmienda a la Constitución que anuló la ley seca.

#### Los primeros programas de lucha contra el desempleo

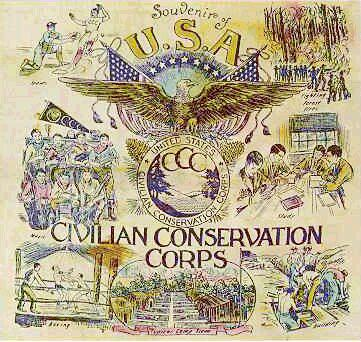
Logo del Civilian Conservation Corps, una de las primeras medidas de la administración Roosevelt y que dio trabajo a miles de jóvenes estadounidenses.

La lucha contra el desempleo también movilizó  la administración Roosevelt desde los meses que siguieron a su toma de posesión. Roosevelt se interesó primeramente por la cuestión de los parados más necesitados: creó así la Federal Emergency Relief Administration (FERA) que permitió sostener financieramente los programas de ayuda a los parados de los diversos Estados. Pero Roosevelt pensaba que para devolver la confianza a los estadounidenses no había que contentarse con simples ayudas sin contrapartidas, sino conseguirles un trabajo.
Varios programas vieron la luz rápidamente. Consciente del hecho de que los jóvenes representaban de manera potencial a futuros propietarios y que su propensión a caer en la delincuencia o la pobreza era más elevada, Roosevelt creó el Civilian Conservation Corps («Cuerpo Civil de Protección Medioambiental»), financiado con bonos del tesoro, el 31 de marzo de 1933. Permitió, gracias a trabajos de repoblación forestal, de lucha contra la erosión y las inundaciones, la contratación de miles de jóvenes parados en todo el país: 250 000 empleos fueron creados para personas entre los 18 y 25 años, y en ocho años, el CCC garantizó un salario de 30 dólares mensuales a cerca de dos millones de hombres jóvenes.
Igualmente, los primeros programas de grandes trabajos también recibieron luz verde en 1933. El más célebre, el de la Tennessee Valley Authority (TVA), se ocupó de la construcción de presas con vistas a acondicionar el territorio de la cuenca del río Tennessee, a limitar las inundaciones y a aumentar la producción hidroeléctrica, otorgando empleo a los parados con todas estas acciones. También pretendía hacer más atractiva esta zona de los Estados Unidos, totalmente deprimida. Este programa afectó a finalmente siete Estados.

### El balance de los Cien Días
Los «Cien Días» se caracterizaron por los importantes gastos presupuestarios comprometidos en los diversos programas gubernamentales. Desde 1931, el presupuesto federal era deficitario a causa de las reformas de Herbert Hoover. Sin embargo, no recobró el equilibrio durante el periodo completo de aplicación del New Deal. En 1933, el presupuesto fijó así un déficit de 1,3 millones de dólares. En resumen, el primer New Deal no fue el más costoso: en 1936, el déficit alcanzó los 3,5 millones de dólares.
Los Cien Días se apoyaron esencialmente en medidas urgentes, pretendiendo realizar dos objetivos ambiciosos: la recuperación económica y el retorno a la confianza de la población estadounidense. El objetivo de la recuperación económica solo se alcanzó muy sumariamente. De hecho, debido a la numerosa resistencia de una parte del empresariado así como de ciertos agricultores y a pesar de las medidas que les habían sido concedidas, la recuperación fue muy lenta. Por otra parte, el desempleo se mantuvo a un nivel muy elevado y afectaba al 24,9 % de la población en 1933. En cambio, este primer New Deal fue un éxito en el plano popular y para el retorno de la confianza: el saneamiento de la situación bancaria permitió a los estadounidenses depositar de nuevo sus ahorros en los bancos. De igual modo, Roosevelt gozó de un verdadero «estado de gracia», tanto en el Congreso como en la prensa apoyaron sus medidas.
Este balance provocó, a pesar de todo, descontentos, sobre todo algunos meses después del fin del primer bloque de reformas, a principios de 1934. La polémica llegó incluso a las filas demócratas, donde los partidarios originales del New Deal mostraron signos de impaciencia. Así, el senador demócrata por Luisiana, Huey Long, agrupó a los descontentos del Sur y del Medio Oeste y lanzó el movimiento Share Our Wealth para oponerse a Roosevelt. En un suburbio de Detroit, Charles Coughlin, sacerdote católico, conocido por su influencia en la radio con 40 millones de oyentes, utilizó un discurso demagógico y fundó su propio movimiento político, profundamente anti New Deal y xenófobo. Fueron luego los círculos de negocios, formados por industriales capitalistas y demócratas de tendencia más conservadora, quienes acusaron a Roosevelt de defender un programa socialista.
El presidente no cedió. Las elecciones legislativas de 1934, por el contrario, reforzaron la mayoría demócrata y lo animaron en sus opciones políticas. El acento se puso esta vez en la satisfacción de los descontentos, pero la voluntad de buscar soluciones permanecía. Como consecuencia, el segundo New Deal puso un mayor énfasis en el aspecto social.

## De la política económica a la social: de unNew Deala otro
Mientras que los cien primeros días vieron la aplicación de medidas que apuntaban hacia la estabilización de la economía estadounidense, que tocó fondo en 1932, las diversas medidas llevadas a cabo en el transcurso del fin del primer New Deal (de finales de junio de 1933 a 1934) y en el segundo New Deal correspondieron más a la voluntad de devolver la confianza al pueblo estadounidense, golpeado particularmente por el desempleo. Es pues, a partir de este momento, cuando aparecieron los primeros programas nacionales de lucha contra el desempleo, que apuntalaban las bases del intervencionismo del Estado, principalmente en materia de jubilaciones, de condiciones de trabajo, en particular con la ampliación de las prerrogativas sindicales, y finalmente en materia de asistencia social, para ayudar a los más desprovistos. El aspecto económico del New Deal cedió así de forma progresiva su protagonismo a los aspectos sociales.
Sin embargo, esta nueva prioridad consagrada a la población estadounidense víctima de la crisis fue acompañada de una voluntad por estabilizar y consolidar los sistemas bancarios (depósitos y créditos) y monetarios mediante la prolongación de las profundas reformas que se emprendieron durante los «Cien Días». Los medios empleados para cumplir este objetivo desempeñaron un papel esencial en el fin de la Gran Depresión.

### Los grandes programas de lucha contra el desempleo

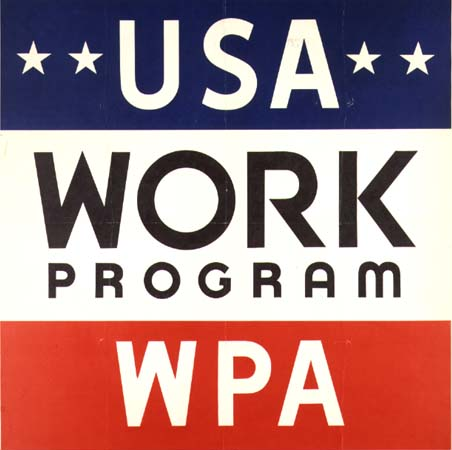
La Works Progress Administration, creada en 1935, se convirtió rápidamente en una de las principales agencias del New Deal en materia de empleo.

Los Cien Días ya presenciaron la puesta en marcha de los primeros programas en favor del empleo y con vistas a reducir las tasas de desempleo. Así, la Federal Emergency Relief Administration, nacida de la Reconstruction Finance Corporation o los Civilian Conservation Corps, permitió la creación de puestos de trabajo, pero en proporciones limitadas debido al reducido número de personas a las que se dirigían estos programas, como la franja de edad entre los 18-25 años hacia la que se enfocaban los CCC.
Pero ya desde el inicio de esta política de lucha contra el desempleo aparecieron los problemas. El primero concernía al presupuesto concedido a las diferentes instituciones gubernamentales dedicadas al empleo, como el de la Federal Emergency Relief Administration, dirigida por Harry Hopkins. En efecto, mientras que el presupuesto de la Public Works Administration de Harold Ickes, destinada a la renovación industrial, ascendía 3,3 millones de dólares (el 5,9 % del PIB estadounidense de la época), el de la agencia de Hopkins era mucho más reducido, a pesar de que los objetivos eran de importancia similar. Hopkins incitó entonces a Roosevelt a que creara una agencia que permitiera contratar directamente a parados. Fue en este contexto cuando nació la Civil Works Administration el 8 de noviembre de 1933, con el objetivo de proporcionar empleo a cuatro millones de estadounidenses. El objetivo se alcanzó en enero de 1934. Hopkins realizó así su deseo de devolver su valor a la asistencia social por el trabajo.
A pesar de los muy positivos resultados de estos programas, el presidente Roosevelt se inquietó por los crecientes gastos de los Estados y los gobiernos locales, por lo que decidió desmantelar progresivamente la Civil Works Administration. Pero no renunció por ello al papel del trabajo en la distribución de la asistencia social, sobre todo de cara a las críticas de la población, según las cuales una asistencia social limitada en el tiempo era aún peor que ninguna. Viendo a finales de 1934 que el espectro de la depresión estaba todavía presente, Roosevelt pidió a su administración concebir un nuevo plan de asistencia social por el trabajo. En la primavera de 1935, la Emergency Relief Aproppiation Act concedió cinco mil millones de dólares al Gobierno para ejecutar nuevos proyectos. Así es como nació el 6 de mayo la Works Progress Administration, que tomó el relevo de la Federal Emergency Relief Administration y sucedió con éxito a la Civil Works Administration, convirtiéndose pues en una de las agencias clave del New Deal.

### Dos novedades: las libertades sindicales y el reconocimiento del consumidor

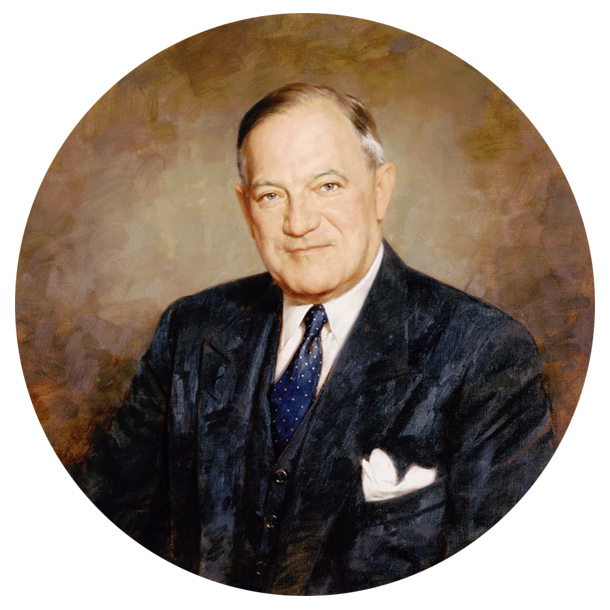
Robert F. Wagner fue uno de los más importantes defensores de las libertades sindicales. Dio su nombre a la célebre Wagner Act, firmada en julio de 1935.

La legalización de los sindicatos se topó con la reticencia de los círculos de negocios y de los empresarios. Por esta razón, en 1934 estallaron huelgas en numerosas empresas para protestar contra la negativa de los patrones a reconocer los sindicatos, disminuyendo así la actividad en las ciudades. Las empresas utilizaron medios diversos para intimidar a sus empleados, como el espionaje o las amenazas sobre sus empleos. Con el propósito de regular los litigios, Roosevelt decidió en 1934 crear una nueva entidad encargada de velar por el cumplimiento de las normas laborales, la National Labor Relations Board, consecuencia de la adopción de la National Labor Relations Act.
Desde 1934, líderes sindicales de primer plano como John L. Lewis, presidente de la poderosa United Mine Workers of America (UAW), no vacilaron en anunciar: «El presidente quiere que usted se afilie a un sindicato». Sin embargo, Roosevelt no apreció el ser visto como un enemigo de los empresarios, quienes debían permitir la reconstrucción del país. El senador Robert F. Wagner se manifestó como un pionero de las libertades sindicales en los Estados Unidos en el momento de la redacción de una ley que declaraba permanente la actividad del National Labor Relation Board, considerado como impedimento a las intimidaciones de una parte, y a los sindicatos de empresa por otra. Así fue como el 6 de julio de 1935, poco tiempo después de la declaración de inconstitucionalidad por parte de la Corte Suprema de la National Industrial Recovery Act, se aprobó la Wagner Act, que repetía parte del texto de la NIRA y alcanzaba el objetivo de la administración Roosevelt de contrarrestar fuerzas entre empleados y empresarios.
A partir de entonces, Roosevelt deseó que los empleados se afiliaran a un sindicato. Rápidamente, los índices de sindicalización aumentaron: pasaron del 9 % en 1930 a más del 33 % en 1940 en la industria manufacturera, y del 51 % en 1930 a más del 75 % en 1940 en las industrias mineras. En otros sectores, las cifras fueron similares.
Las políticas federales también estudiaron la situación del consumidor con la creación del Consumers Advisory Board, encargado de recoger las quejas de los consumidores contra los precios elevados. Una «guía del consumidor» (Consumer's Guide) fija un precio teórico de los bienes de consumo de base, y permite a los compradores señalar las desviaciones del precio entre el teórico y el real. El movimiento de los consumidores contribuyó también en menor medida a contrarrestar la influencia del empresariado. Rexford Tugwell influenció en la adopción de normas sanitarias y en la lucha contra los productos peligrosos.

### La cuestión de las jubilaciones y las ayudas sociales
La redistribución de la riqueza figuraba entre las prioridades de Roosevelt. Sin embargo, no utilizó al Estado como principal medio para realizar dicha redistribución. En la misma época, en otros países de tradición más intervencionista, el impuesto sobre las fortunas más grandes constituía uno de los medios más directos de reparto de la riqueza. Pero a pesar del carácter directo de la intervención, Roosevelt rechazó utilizarla, en beneficio de un impuesto creado en 1932 por Hoover, el cual añadía tasas de funcionamiento de la AAA pagadas por los productores a los impuestos regresivos sobre el alcohol y otros bienes considerados como conductores a la lujuria y al vicio. Desafortunadamente, esta medida se convirtió en una carga para los estadounidenses más desfavorecidos. Como consecuencia, la administración Roosevelt buscó un medio para redistribuir la riqueza sin pasar por la política fiscal.

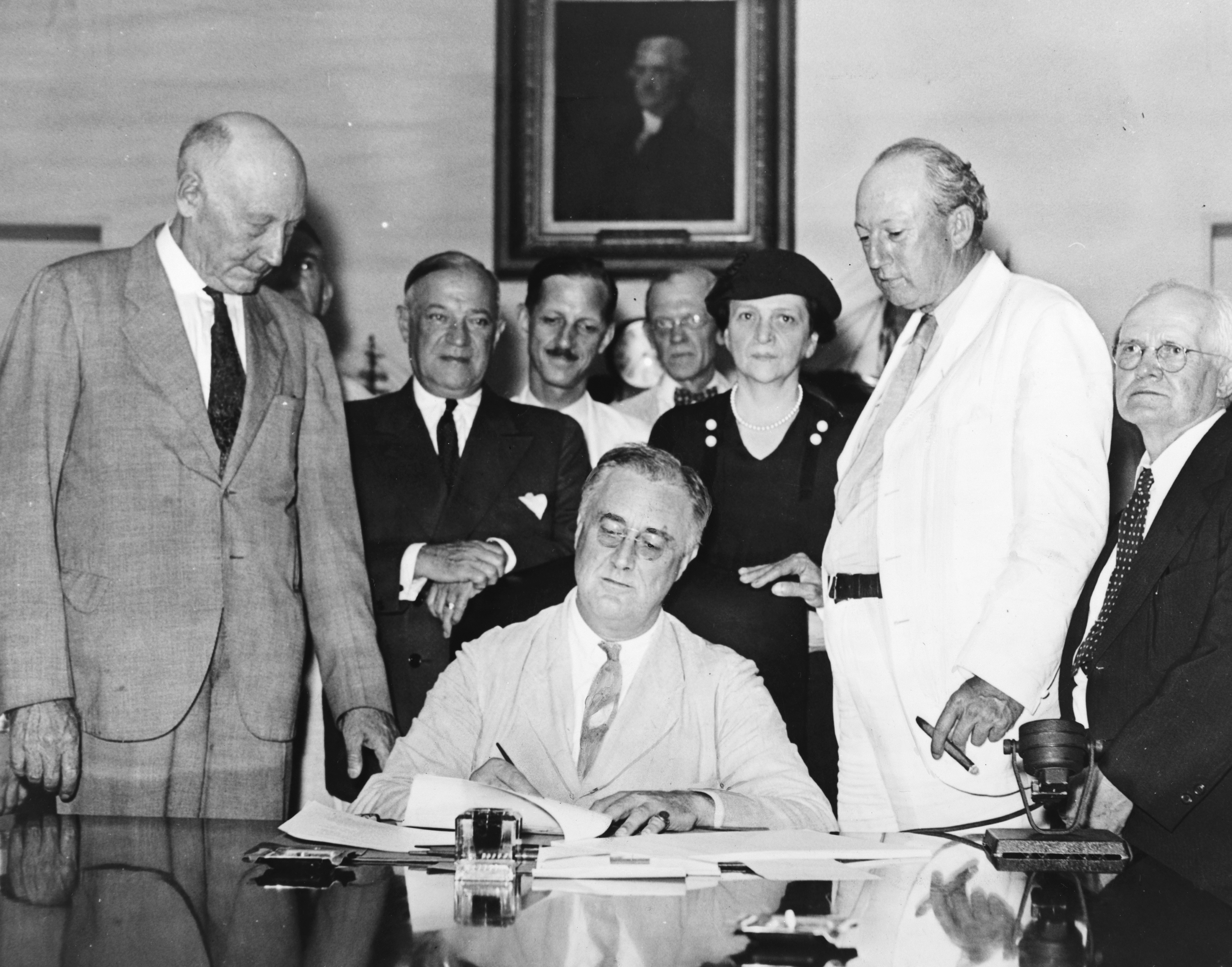
El presidente Roosevelt y sus colaboradores durante la firma de la Ley de Seguridad Social el 14 de agosto de 1935.

Al margen de la formación de asociaciones de consumidores, el Gobierno deseaba garantizar a la población estadounidense una cierta independencia y medios para prevenirse contra disminuciones brutales de las rentas, ya fueran a corto plazo por el desempleo cíclico, o permanentes por discapacidad o vejez. En un primer momento, Roosevelt decidió crear una «Comisión de Seguridad Económica» (Committee on Economic Security) encargada de esbozar los planes de una seguridad social. La CES preconizaba en un informe enviado a Roosevelt un sistema de jubilación pagado primeramente por los futuros jubilados y luego progresivamente por las rentas del Tesoro. Pero Roosevelt se opuso a este principio que constituía según sus declaraciones una mera variante del modelo británico, conocido como dole. Por el contrario, Roosevelt deseaba un sistema que los empresarios y los empleados financiaran mediante una deducción sobre su salario y donde el Estado no interviniera. Pero frente a las numerosas críticas que se alzaron contra el proyecto, particularmente a causa de la situación inestable del empleo que hacía ilusoria una deducción estable sobre el conjunto de la masa salarial, Roosevelt y su administración realizaron algunos cambios, inspirándose en sistemas ya experimentados en otros países, con la prioridad particular de cubrir a un número más elevado de estadounidenses.
El texto clave de este período fue la Ley de Seguridad Social o Social Security Act, aprobada el 14 de agosto de 1935. Estableció un sistema de protección social a nivel federal: jubilación para mayores de 65 años, seguro contra el desempleo y ayudas diversas para minusválidos, las enfermedades y la invalidez quedaban sin cubrir. Los ciegos y los niños minusválidos recibieron ayudas financiadas por subvenciones federales concedidas en los Estados. El New Deal puso así las bases del estado del bienestar. Progresivamente, el sistema cubrió una parte más amplia de la población, particularmente gracias a las enmiendas de 1939 y de 1950, pero al principio, quedó acantonado en los límites inicialmente impuestos por Roosevelt.
En los Estados Unidos, el sistema de las jubilaciones por redistribución de la riqueza se inició también durante el New Deal, con el fin de proteger a las personas de edad avanzada de la miseria. En 2005, este sistema daba más de la mitad de sus rentas a dos tercios de los jubilados del país.

## Hacia el fin delNew Deal

### El crecimiento de la oposición
Ya en 1934 surgieron las primeras críticas. En primer lugar, contra Roosevelt, acusado por un lado de dar pruebas de conservadurismo particularmente en materia fiscal, a pesar de su propensión hacia experimentar, y por otro lado de querer encontrar un contrapeso en el poder a los círculos de negocios y del empresariado. Roosevelt también fue criticado cuando prometió declarar la guerra «A los príncipes privilegiados de estas nuevas dinastías económicas». Se vio así acusado de traicionar a «su clase», y aunque siempre había defendido al capitalismo estadounidense como la base de la recuperación, obtuvo sólo un apoyo parcial y limitado de los círculos de negocios entre los que, sin embargo, él mismo había nacido.
Roosevelt también se encontró desde 1934 confrontado con la «cuestión racial», dado que los demócratas no podían olvidarse del voto de los segregacionistas blancos de los Estados del Sur en la óptica de una reelección. Sin embargo, ciertos colaboradores del New Deal se preocuparon al mismo tiempo de la situación de las minorías, apoyadas entre otras por la mujer del presidente, Eleanor Roosevelt, quien defendía los intereses de asociaciones en defensa de los derechos de los negros tales como la National Association for the Advancement of Colored People (NAACP), Asociación Nacional para el Progreso de las Personas de Color. Una oposición se desarrolló así en los Estados del Sur, que se sintieron perjudicados, particularmente a través de la American Liberty League (ALL), Liga Estadounidense por la Libertad, creada con el fin de «educar al pueblo en el carácter gratificante de animar a la gente a trabajar».
En 1935, Roosevelt debió hacer frente a otro opositor, la Corte Suprema, que invalidó varias medidas, posicionando así al Gobierno en una difícil situación. En consecuencia, la NRA fue condenada unánimemente por nueve jueces, que consideraron que los códigos de competencia leal iban en contra las disposiciones comerciales de la Constitución. En enero de 1936, la AAA fue invalidada por haber creado una tasa ilegal a favor de los agricultores. A pesar de estas dificultades, la administración Roosevelt continuó aprobando leyes como la Wagner Act que compensaron en parte lo perdido con la ilegalización de la NRA. Roosevelt, testigo de una situación cada vez más tensa entre el Congreso y los Estados que reclamaban más autoridad, decidió no anunciar más sus acciones políticas de manera pública. Mientras que los republicanos hicieron campaña apoyando al Congreso, Roosevelt hizo un llamamiento a los que le habían apoyado en 1932 y los que seguían apoyándole en un discurso pronunciado el 31 de octubre en el Madison Square Garden. En las elecciones, la victoria de Roosevelt fue aplastante, ya que consiguió el voto de 46 de los 48 Estados, con una diferencia de 11 millones de votos, contradiciendo todos los sondeos y las previsiones de la prensa. Esto indicó un apoyo fuerte y popular de la política del New Deal, lo que se tradujo en una mayoría demócrata en ambas cámaras del Congreso. Gracias a una reforma de la Corte Suprema, en la que desplazó a los jueces conservadores por otros elegidos por él mismo para garantizar que las reformas salieran adelante, Roosevelt llegó a obtener más apoyo, al reafirmar la Corte su apoyo a la Wagner Act y a la Ley de Seguridad Social.

### Las críticas crecientes de la prensa

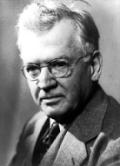
John T. Flynn criticó duramente a la administración Roosevelt y su New Deal en su libro The Roosevelt Myth, tachando las políticas del presidente como «dictatoriales» y «socialistas».

Los historiadores tanto de izquierda como de derecha se han visto en general decepcionados por el segundo mandato de Roosevelt. Los numerosos periodistas, provenientes de diversos panoramas políticos, tomaron así posición contra las reformas del New Deal. Entre estos autores, se pueden citar a los de derecha, como John T. Flynn. De hecho, en 1948, Flynn escribió un libro, The Roosevelt Myth (El Mito Roosevelt) que relataba los mandatos presidenciales de Roosevelt, desde 1932 hasta su muerte en 1945. Flynn fue un fuerte opositor del New Deal, el cual llegó a calificar en 1943 como «forma degenerada de socialismo, y degradación del capitalismo». Por otra parte, consideraba que Roosevelt y su administración gozaban de una imagen heroica engañosa transmitida por la prensa, la radio y la televisión. Su obra, revisada en 1956, apuntaba, según sus propias palabras, a Franklin Delano Roosevelt tal y como fue verdaderamente entre 1932 y 1945. Flynn denunció así una tendencia «dictatorial» y «socialista» de Roosevelt.
Por el contrario, otros periodistas como Barton J. Bernstein encontraron el New Deal demasiado conservador. Así, en los años 1960, la nueva izquierda americana se mostró muy crítica hacia la política de Roosevelt: Barton J. Bernstein, en 1968, hizo una lista de las oportunidades perdidas y de las soluciones inadecuadas a los problemas económicos y sociales de los años 1930. Paul K. Conkin en The New Deal (1967) denunció una política favorable para los empresarios. Howard Zinn, en un ensayo de 1966, reprochó al New Deal el haber servido para preservar el capitalismo en los Estados Unidos.
En otro registro, los periodistas libertarios Garet Garrett y Henry Hazlitt se encontraban entre los principales críticos del New Deal. En efecto, Garrett, en la línea del libertarismo, consideraba que todo hombre era responsable de su propia existencia, y que ningún hombre podía esperar delegarle su libertad a otros, a la inversa de lo que sucedía en sistemas que forzaban la redistribución de riqueza tales como el socialismo o el comunismo. Así pues, consideraba que cambiando su autonomía y su responsabilidad por programas socialistas, los estadounidenses renunciaban a su derecho inalienable a la libertad. Por esta razón, publicó de 1933 a 1940 en las columnas del Saturday Evening Post los artículos que ponían en duda las opciones políticas escogidas por el presidente. El conjunto de estos artículos fue reunido posteriormente en una colección nombrada Salvos against the New Deal: Selections from the Saturday Evening Post: 1933-1940.

### 1937: una nueva recesión
A pesar de la reforma de la Corte Suprema, los demócratas se dividieron en el transcurso de 1937, mientras el país conocía su primera recesión desde el punto bajo de 1932, lo que puso en peligro la credibilidad del New Deal. Varias posiciones se confrontaron entonces: los círculos de negocios acusaron a la administración Roosevelt de impedirles realizar inversiones productivas y castigar las actividades económicas con las tasas de la seguridad social, efectivas a partir de 1937. Por el contrario, los partidarios del New Deal denunciaron una «huelga del capital» llevada a cabo por los círculos de negocios para desacreditar al New Deal, responsabilizando también a Roosevelt, que a causa de su conservadurismo fiscal tomó la decisión de reducir ciertos gastos de obras públicas para equilibrar el presupuesto, provocando de esta forma un recrudecimiento del desempleo.
En una carta particular dirigida al presidente el 1 de febrero de 1938, es decir, dos años después de la aparición de la Teoría general de la ocupación, el interés y el dinero, John Maynard Keynes sugirió a Roosevelt considerar todas las críticas que recibió como válidas. Keynes explicó así que la disminución del gasto público representaba un error, y que era necesario estimular a las empresas del sector privado con el fin de facilitar la recuperación. Conforme a estos principios, Roosevelt reclamó pues una recuperación del gasto público desde el segundo trimestre de 1938. Con este fin, se desbloqueó un fondo de tres mil millones de dólares. Pero Roosevelt había salido debilitado por la recesión y el litigio con la Corte Suprema. La última gran ley del New Deal, la Fair Labor Standards Act (Ley de Normas Justas del Trabajo), que prohibía el trabajo infantil e instituía un salario mínimo, fue votada el mismo año. Con posterioridad, ningún otro texto legal superior fue ratificado en el Congreso, y el New Deal fue cediendo progresivamente su lugar a una nueva cuestión: la guerra.

### Las nuevas prioridades de Roosevelt

La evolución de la deuda pública revela el paso a una economía de guerra a partir de 1941 y de manera más pronunciada desde 1943. Durante el periodo del New Deal (1933-1938), la deuda se había mantenido estable.

En noviembre de 1938, es decir, unos meses después de la firma de la Fair Labor Standards Act, Roosevelt explicó en una reunión privada con el secretario del Tesoro Henry Morgenthau que la guerra que se avecinaba en Europa podía ser beneficiosa para Estados Unidos en general y para los demócratas políticamente. Al mismo tiempo, Roosevelt empezó a pensar en los medios para construir la fuerza militar estadounidense con el objetivo de disuadir a otros países, evitando tener que negociar con Hitler. A pesar de las difíciles elecciones para su partido, Roosevelt fue reelegido para el tercer mandato en las elecciones de 1940, y declaró ante la prensa que no le gustaba el término de New Deal, ni su sobrenombre de «Doctor New Deal», dado que aunque hubiera solucionado los numerosos males de su país, los Estados Unidos debían enfrentarse a nuevos riesgos. Declaró así que su compañero el «Doctor Gana la Guerra» iba a tomar el relevo.
El fin del New Deal fue manifiesto en la evolución de los gastos presupuestarios, que tradujeron claramente la transición hacia una economía de guerra. En 1943, el Civilian Conservation Corps, la Works Projects Administration y otras agencias del New Deal fueron suprimidas. Al mismo tiempo, la partida de defensa y gastos militares del presupuesto pasó del 8 % en 1938 al 40 % en 1943. Finalmente, hubo que esperar hasta 1943 para que el desempleo cayera a niveles inferiores a los de 1929. Para entonces, el New Deal ya no contaba con ninguna prioridad.
A pesar de todo, las ideas del New Deal no desaparecieron totalmente con la Segunda Guerra Mundial, y desde 1944 Roosevelt reafirmó que la libertad individual no podía existir sin una cierta seguridad económica. Hasta concibió una segunda Carta de Derechos que garantizara las nuevas bases de prosperidad y de seguridad para todos, cualesquiera que fuera su condición, su raza o sus creencias. Entre estos derechos, donde figuraban la seguridad contra los azares de la coyuntura económica, derecho al empleo, precios agrícolas correctos, o derecho a un salario digno, la inmensa mayoría eran ya prioridades del New Deal.

## Balance delNew Deal

### Progresos en lo político y social

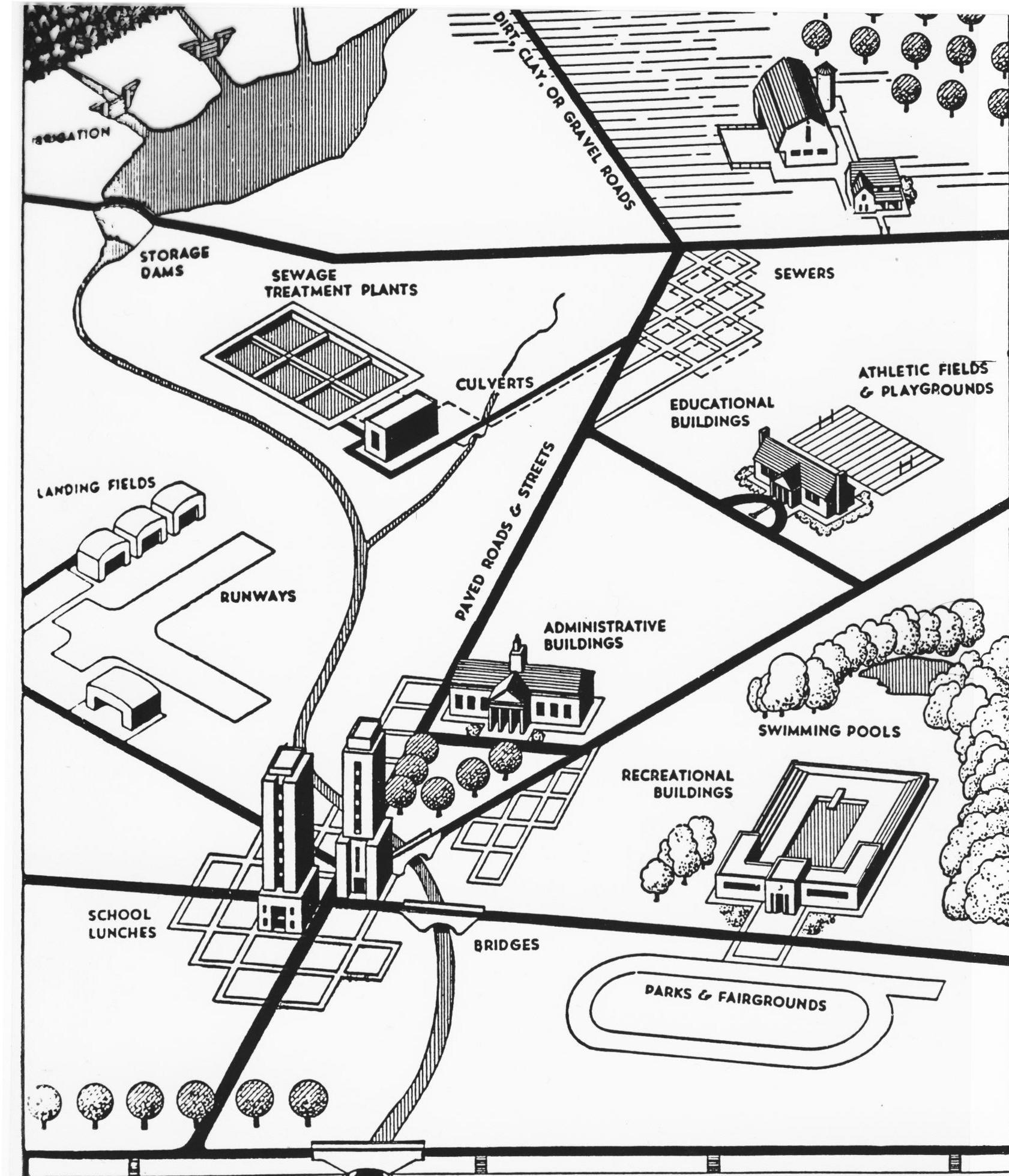
Cartel de 1940 mostrando los proyectos de la Works Projects Administration. Se pueden apreciar las piscinas, el alcantarillado, los edificios administrativos, los aeropuertos, el metro y las escuelas. Se trata de una de las agencias más eficaces del programa.

En el plano político, el poder ejecutivo y el gabinete presidencial reforzaron su influencia sin inclinar por ello al país a la dictadura. Roosevelt supo instaurar un vínculo directo con el pueblo por las numerosas conferencias de prensa que tuvo, pero también por la utilización de la radio en sus célebres «Charlas junto a la chimenea» y sus numerosos desplazamientos. El New Deal permitió una democratización de la cultura así como la reconciliación de los artistas con la sociedad y su espíritu impregnó el país: el cine y la literatura se interesaron más por los pobres y por los problemas sociales. La Works Projects Administration llegó a poner en marcha numerosos proyectos en el campo de las artes y la literatura, en particular con los cinco programas del Federal Project Number One en favor de los artistas. La WPA permitió la realización de 1566 nuevas pinturas, 17 744 esculturas, 108 099 pinturas al óleo y desarrollar así la enseñanza artística. Pero hasta en este campo, el balance ha de matizarse: aunque los artistas estadounidenses fueron mantenidos por fondos públicos y adquirieron un reconocimiento nacional, esta política cultural se vio interrumpida por la Segunda Guerra Mundial y por la posterior muerte de Roosevelt. Desde el punto de vista de las agencias del New Deal, puede también citarse la Public Works Administration, que gastó 13 000 millones de dólares en 1942, y empleó hasta un total de 3,5 millones de parados en 1938. En cuanto a las obras públicas realizadas, se pueden citar 285 aeropuertos, 1 millón de kilómetros de carreteras, 77 000 puentes y 122 000 edificios públicos en el periodo de siete años.

### Fracaso relativo en lo económico

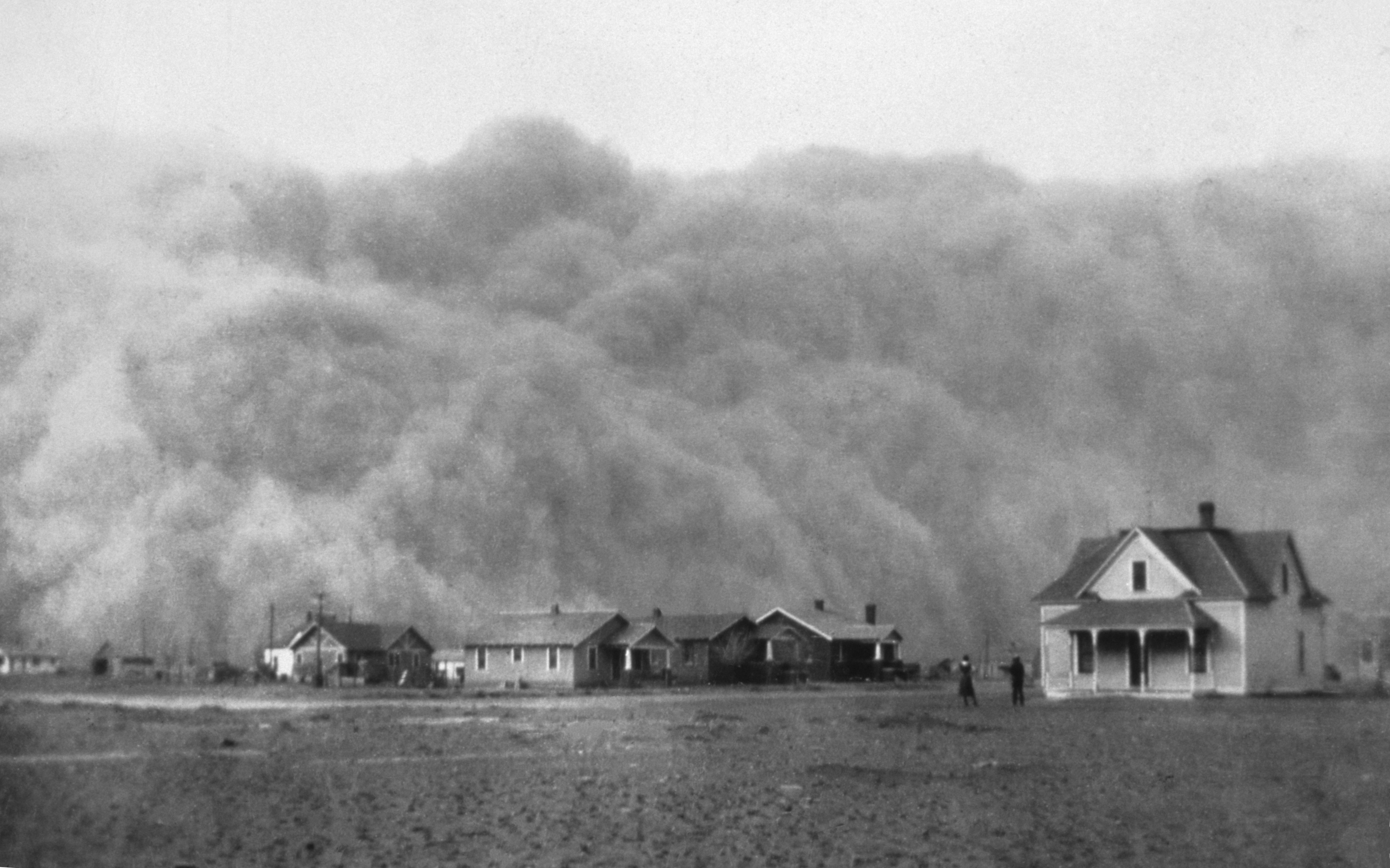
El Dust Bowl es uno de los casos más conocidos de la difícil situación de los agricultores estadounidenses durante los años 1930. El agravamiento de las condiciones de estos constituyó uno de los principales fracasos del New Deal.

En el plano económico, la situación era mejor al albor de la Segunda Guerra Mundial que en 1933: la producción industrial recobró su nivel de 1929. Contabilizando como «100» la situación de 1929, el PNB en precios constantes era «103» en 1939, «96» si se tiene en cuenta el PNB/hab. Sin embargo, el desempleo siempre se mantenía en unas cifras masivas: el 17 % de la población activa estadounidense se encontraba desempleada en 1939, o sea 9,5 millones de personas. Sin embargo, recibían un subsidio de desempleo, lo que representa una novedad en relación con la situación precedente al New Deal. La población activa aumentó en 3,7 millones de personas entre 1933 y 1939. El New Deal inauguró además un período de intervencionismo estatal en numerosos sectores de la economía estadounidense: aunque no hubo nacionalizaciones, las agencias federales desarrollaron sus actividades y emplearon a más funcionarios con título universitario. Las medidas del New Deal pusieron así las bases de la futura superpotencia estadounidense.
A pesar de todo, el New Deal no llegó a hacer volver la prosperidad de la década de 1920, y en 1941, seis millones de estadounidenses todavía esperaban un empleo. El pleno empleo no se consiguió antes del ataque japonés a Pearl Harbor, pues recién la entrada de Estados Unidos en la guerra contra el Eje generó un gran estímulo para que la industria pesada estadounidense, una de las más amplias y diversificadas del mundo, se lanzara a participar del esfuerzo propio de la economía de guerra; el reclutamiento de tropas y la demanda de obreros en las fábricas causaron una dinamización de la economía que paulatinamente redujo el número de desempleados. Desde el punto de vista de la inversión, los resultados también fueron regulares: la oposición de los círculos empresariales a la acción de Roosevelt, e incluso su voluntad de obstaculizar el proceso, provocaron una caída de la inversión privada, que la pública no pudo compensar. Con todo, las medidas de Roosevelt permitieron sostener la demanda global, frenando su caída. La recesión económica de 1937 también jugó en contra de Roosevelt, traduciéndose particularmente por un descenso del 50 % del valor de las acciones, y por una subida del desempleo que afectó a 11 millones de estadounidenses ese mismo año.
En cuanto a la agricultura, Roosevelt no llegó a ofrecer una paridad entre los precios agrícolas e industriales, debido particularmente a la reticencia del Congreso a otorgar costosos créditos en 1938 para detener la caída de los precios agrícolas. En un contexto de un nuevo incremento de la producción, los precios de los productos agrícolas disminuyeron de nuevo, causando graves pérdidas de dinero entre los pequeños campesinos. El problema del empobrecimiento rural se agravó aún más, como lo muestra John Steinbeck en su novela Las uvas de la ira.
En materia comercial, los resultados fueron distintamente inferiores a los registrados antes de la crisis. La situación del equilibrio de las cuentas se degradó progresivamente, y la balanza comercial pudo recobrar el equilibrio solamente gracias a una contracción neta de las importaciones, que pasaron de 4400 millones de dólares en 1929 a 2100 millones en 1939. Pese a todo, Estados Unidos aumentó la compra de oro, de tal modo que en el país se encontraba el 70 % de las existencias de oro mundial en 1939.

### La herencia política y social delNew Deal

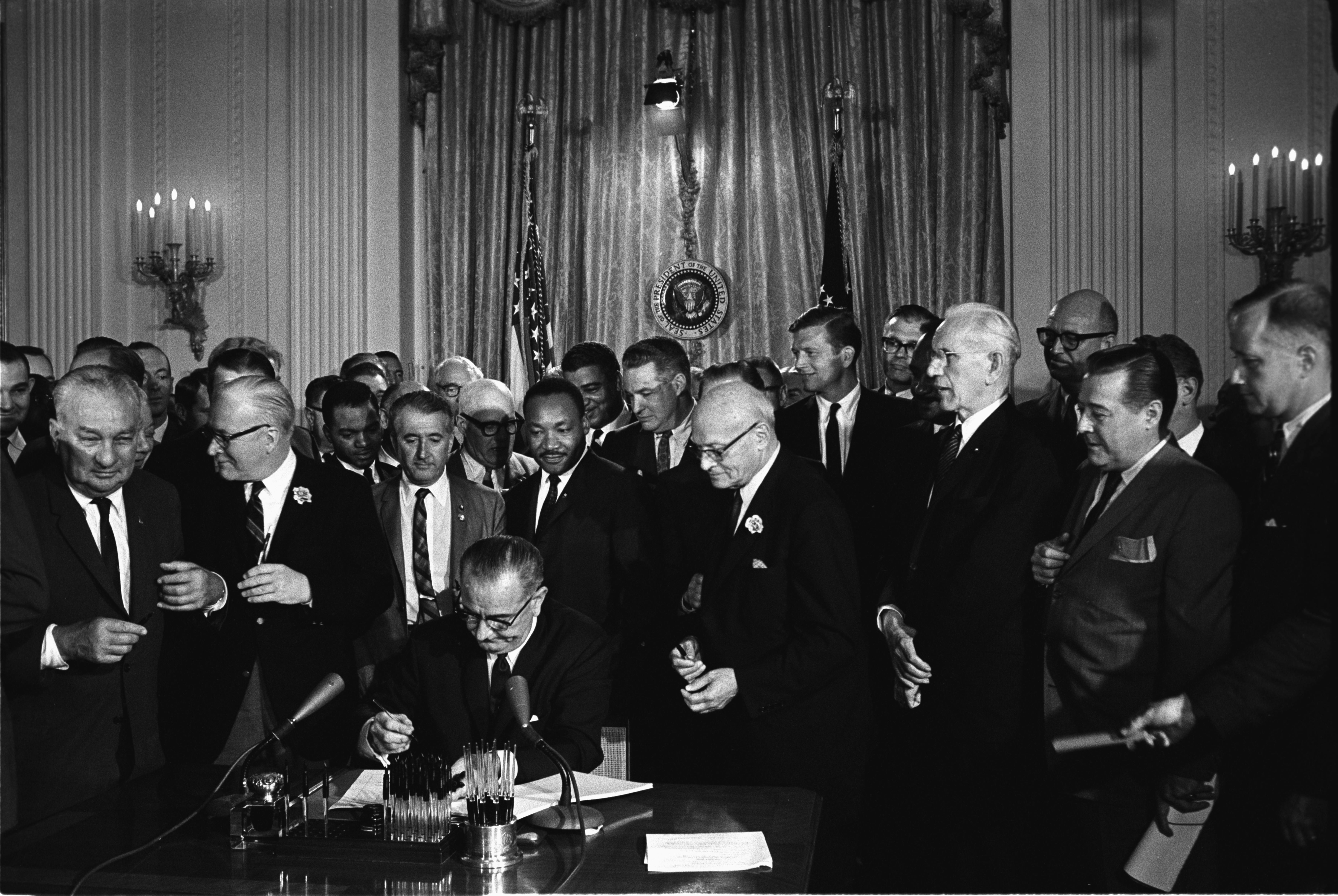
Lyndon B. Johnson durante la firma de la Ley de Derechos Civiles en 1964. Se inspiró principalmente en Roosevelt y su New Deal.

Desde el punto de vista político, el New Deal dejó una fuerte huella, creando una amplia gama de agencias gubernamentales, protegiendo a diversos grupos de ciudadanos (obreros, agricultores, entre otros) que sufrieron la crisis, permitiéndoles hacer contrapeso al poder del empresariado y de los círculos de negocios. La administración Roosevelt generó así numerosas ideas políticas, conocidas por las generaciones siguientes bajo el nombre de «Reforma liberal del New Deal» que han permanecido como fuentes de admiración tanto para críticos como para generaciones posteriores, y que contribuyeron a formar la gran ola de reformas liberales que continuó con la «Gran Sociedad» de Lyndon B. Johnson en la segunda mitad de los años 1960. Siguiendo el modelo de su mentor, Franklin D. Roosevelt, Johnson procuró extender el programa del New Deal más allá de la simple seguridad económica, tomando en consideración los derechos civiles, la educación, la vivienda, y el sistema de cobertura médica, es decir los temas ya abordados por Roosevelt en su particular Carta de Derechos.
En cuanto a los derechos civiles, las órdenes ejecutivas tales como la Fair Employment Practices Comission, adoptada el 25 de junio de 1941 por Roosevelt, y que prohibía la discriminación a la hora de la contratación en contra de los afroestadounidenses, las mujeres, y las minorías, constituyó un avance que aportó mejores empleos y salarios a millones de personas que pertenecían a minorías. Globalmente, el New Deal se correspondió con una fase de reconocimiento de las poblaciones minoritarias, años antes del inicio del Movimiento por los derechos civiles. La influencia de Eleanor Roosevelt, considerada la primera mujer de un presidente que recuperó el papel activo de la primera dama, se mantuvo cerca de organizaciones como la NAACP, siendo crucial desde 1933. Sin embargo, hay que recordar que el New Deal no fue el disparador del Movimiento por los derechos civiles. De hecho, la inmensa mayoría de las grandes asociaciones en defensa de las minorías tales como la Asociación Universal de Desarrollo Negro y la Liga de Comunidades Africanas (NAACP) fueron creadas a comienzos del siglo XX. Por otra parte, el hecho de que una proporción creciente de afroestadounidenses tuviera un empleo a finales de los años 1930 también valora el hecho de que la economía de guerra implicaba dar trabajo al mayor número posible de personas.

## Controversias en torno alNew Deal

### ElNew Dealy el keynesianismo
Aunque algunos sostienen que la influencia de John Maynard Keynes sobre el New Deal es casi inexistente por la publicación de la Teoría general de la ocupación, el interés y el dinero en 1936, es decir, cerca de tres años después del inicio del New Deal, se sabe que el desarrollo teórico desplegado por Keynes fue anterior a la concreción de la publicación. De hecho, él mismo escribió una célebre carta a Rooselvelt al momento de su asunción, postulando sus ideas de intervencionismo económico para apalancar la economía.
Sin embargo, al final de una entrevista entre Roosevelt y Keynes, el primero habría declarado no haber comprendido nada de las declaraciones realizadas por Keynes. Finalmente, autores estadounidenses condujeron desde finales de los años veinte su propia investigación. Foster y Catchings, por ejemplo, en sus obras Business Without a Buyer (1927) y, sobre todo, The Road to Plenty (1928), pusieron el énfasis en la importancia del consumo y cuestionaron la ley de Say, que quería que la oferta creara su propia demanda. Marriner Eccles, presidente de la Reserva Federal de 1934 a 1948, fue según Arthur Meier Schlesinger uno de los más marcados discípulos de Foster. No obstante, el segundo New Deal, cuyas medidas fueron elaboradas por la llamada escuela de los coyunturistas (Alvin Hansen y Foster en particular), fue fuertemente influenciado por los trabajos de Keynes, particularmente por el principio del pump priming («preparado de la bomba»), indispensable para la recuperación económica y para el apoyo de la demanda global. 
Keynes contribuyó a la creación del Sistema Monetario Internacional al concluir la Segunda Guerra Mundial, y en respuesta a los Acuerdos de Bretton Woods. De hecho, mientras que el ambicioso programa nacional del New Deal comenzaba a apagarse, Roosevelt se dio cuenta de la importancia de la política exterior convenciéndose, particularmente a partir de las teorías de su secretario de Estado Cordell Hull y de Keynes, de que un comercio sin impedimentos podía ser un camino de paz y prosperidad. Sin embargo, al día siguiente de la firma de los acuerdos, el plan de Keynes no fue el elegido, sino el de su homólogo estadounidense Harry Dexter White, ya que proponía, a ejemplo del modelo de seguridad social del New Deal, la creación de un fondo al que cada país aportaría su contribución. Fue así como se sentaron las bases del Fondo Monetario Internacional y el Banco Internacional de Reconstrucción y Fomento. Estas dos instituciones se inspiraban pues en agencias del New Deal, por un lado por su carácter experimental, y por otro por su incapacidad de adaptarse a las necesidades de la economía, extendiendo sus prerrogativas. Así, la incapacidad del FMI para abastecer de fondos con el objetivo de combatir la subida del comunismo condujo a la creación del Plan Marshall.

### Visión liberal clásica

#### Milton Friedman y la Escuela de Chicago
Milton Friedman, dirigente de la Escuela de Economía de Chicago, fue en su momento favorable al New Deal. Aunque era portavoz del Tesoro, defendió una política keynesiana. En cambio, en 1962, en su obra Capitalismo y libertad, se entregó a una defensa del mercado, y a una crítica del New Deal y del estado del bienestar. Él y Anna Schwartz criticaron entonces el New Deal explicando que «el remedio había estado a punto de ser peor que la enfermedad». Para Friedman, de hecho, la Gran Depresión provenía principalmente de una mala gestión monetaria, cuya oferta debería haber sido aumentada y no reducida. En su Historia monetaria de los Estados Unidos publicada en 1963, desarrolló esta tesis explicando aquella grave crisis económica por las políticas de contracción monetaria llevadas a cabo. Así, Friedman explicó que: «La FED era muy responsable de la amplitud de la crisis de 1929. En lugar de usar de su poder para compensar la crisis, redujo en un tercio la masa monetaria entre 1929 y 1933 … Lejos de ser un fracaso del sistema de libre empresa, la crisis fue un fracaso trágico del Estado.» Friedman denunciaba así el nefasto papel de la intervención del Estado en la economía, y en particular en la política monetaria, llevada a cabo, en su opinión, en el New Deal.

#### Friedrich Hayek y la Escuela austriaca
Friedrich Hayek, conocido por su liberalismo en la línea de la Escuela austriaca de economía, criticó vivamente el intervencionismo estatal, rechazando la intervención económica en las economías capitalistas. Hayek también criticó el keynesianismo, juzgando que John Maynard Keynes no poseía más que conocimientos limitados en teorías económicas. Mostró así que las políticas keynesianas de reactivación económica, basadas en la utilización del presupuesto público, conducían a la vez a la inflación, al estancamiento económico y al desempleo.
Pero más allá de estas críticas generales, lo que específicamente más molestó a Hayek fue que los principales consejeros de Roosevelt hubieran sido clasificados entre los liberales. Hayek no estaba de acuerdo con John Dewey, uno de sus principales inspiradores, ni sobre la concepción de la libertad, ni en el vínculo entre libertad y limitación, ni en lo que llama su «pragmatismo constructivista». Igualmente, en esta óptica, Friedrich Hayek criticó las cuatro libertades de Franklin Delano Roosevelt en su libro Derecho, legislación y libertad.